# Akira Yoshizawa
Akira Yoshizawa ((jap. 吉澤 章),* 14. ožujka 1911. u Kaminokawi, Prefektura Tochigi, Japan - † 14. ožujka 2005. u Ogikubou kraj Tokia, Japan) je bio velemajstor japanskog origamija. On se smatra utemeljiteljem modernog origamija.

## Vanjske poveznice
- Posmrtno slovo Davida Listerera  Arhivirana inačica izvorne stranice od 11. siječnja 2010. (Wayback Machine) (engleski)
- Posmrtno slovo Davida Brilla(engleski)